# رافاييل دوماس
رافاييل دوماس (بالبرتغالية: Rafael Dumas Ribeiro‏) هو لاعب كرة قدم برازيلي، ولد في 13 مارس 1995 في ريو دي جانيرو في البرازيل. لعب مع نادي فلامنغو.

## وصلات خارجية
- رافاييل دوماس على موقع رابطة كرة القدم اليابانية للمحترفين (اليابانية)
- رافاييل دوماس على موقع قاعدة بيانات كرة القدم.إي يو (الإنجليزية)
- رافاييل دوماس على موقع Soccerway.com (الإنجليزية)
- رافاييل دوماس على موقع عالم كرة القدم.نت (الإنجليزية)